# Thwart Island
Thwart Island is een onbewoond eiland van zo'n 29 km² dat deel uitmaakt van de Canadese provincie Newfoundland en Labrador. Het ligt in de Bay of Exploits voor de noordkust van Newfoundland.

## Geografie
Thwart Island is het op twee na grootste eiland in de Bay of Exploits, na New World Island en Chapel Island. Het zuidelijkste punt wordt door slechts 1,2 km water gescheiden van Brown's Arm, een vissersdorp op het 'vasteland' van Newfoundland. In het westen ligt Thwart Island daarenboven slechts 2,5 km verwijderd van de kust van het schiereiland Fortune Harbour.